# Burgruine Poppberg
Die Burgruine Poppberg ist eine ehemalige hoch- bis spätmittelalterliche Adelsburg bei der Ortschaft Poppberg in der Gemeinde Birgland im oberpfälzischen Landkreis Amberg-Sulzbach in Bayern. Die Anlage wird als Bodendenkmal unter der Aktennummer D-3-6535-0079 im Bayernatlas als „archäologische Befunde im Bereich der mittelalterlichen Burgruine Poppberg“ geführt. Ebenso ist sie unter der Aktennummer D-3-71-116-23 als denkmalgeschütztes Baudenkmal von Poppberg verzeichnet.
Die Burgruine ist jederzeit frei zugänglich.

## Geografische Lage

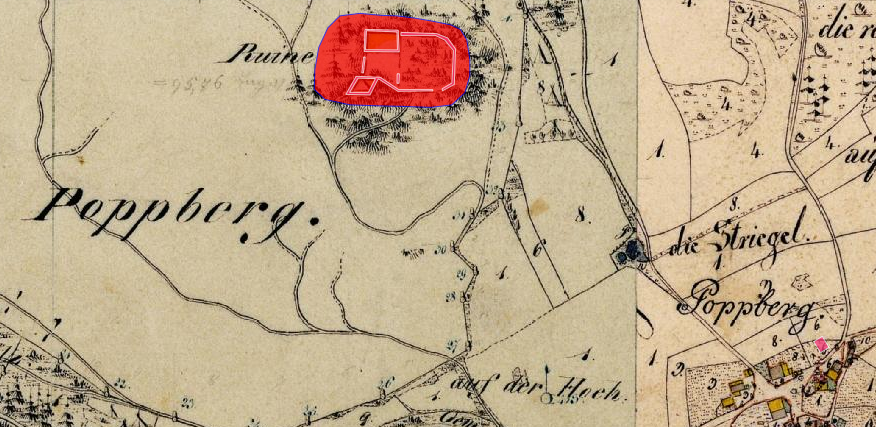
Lageplan der Burgruine Poppberg auf dem Urkataster von Bayern

Die Ruine der Gipfelburg befindet sich auf dem felsigen Gipfel des 652,6 m ü. NN hohen Poppberges in der Fränkischen Alb, etwa 600 Meter westnordwestlich der Kirche der gleichnamigen Ortschaft Poppberg in der Gemeinde Birgland und etwa 20 Kilometer westlich der Stadt Amberg.
In unmittelbarer Nähe liegt der Burgstall Leherfels auf dem Leherberg. Drei Kilometer ostnordöstlich befindet sich der Burgstall Hagfelsen bei der Ortschaft Burkartshof, bei dem es sich möglicherweise um eine Vorgängeranlage der Burg Poppberg handelte.
In Sichtweite liegt die ehemalige Burg Habsberg, heute ein Burgstall, auf dem die Wallfahrtskirche Mariä Himmelfahrt steht.

## Geschichte
Erbaut wurde die zweiteilige Höhenburg vermutlich im 13. Jahrhundert von den Grafen von Sulzbach. Sie wurde 1353 bis 1373 im Besitz von Kaiser Karl IV. erwähnt. Nachdem die Burg an den Markgrafen Otto von Brandenburg gefallen war, kam sie 1379 an die bayerischen Herzöge Johann und Stephan, die sie 1395 an Pfalzgraf Ruprecht III. verkauften. 1505 wurde die Burg in das Herzogtum Sulzbach eingegliedert und der Grund 1550 an Bauern verkauft. Nachdem die Burg verfallen war, kam die Ruine 1791 an den bayerischen Staat und ist heute in Privatbesitz.

## Baubeschreibung

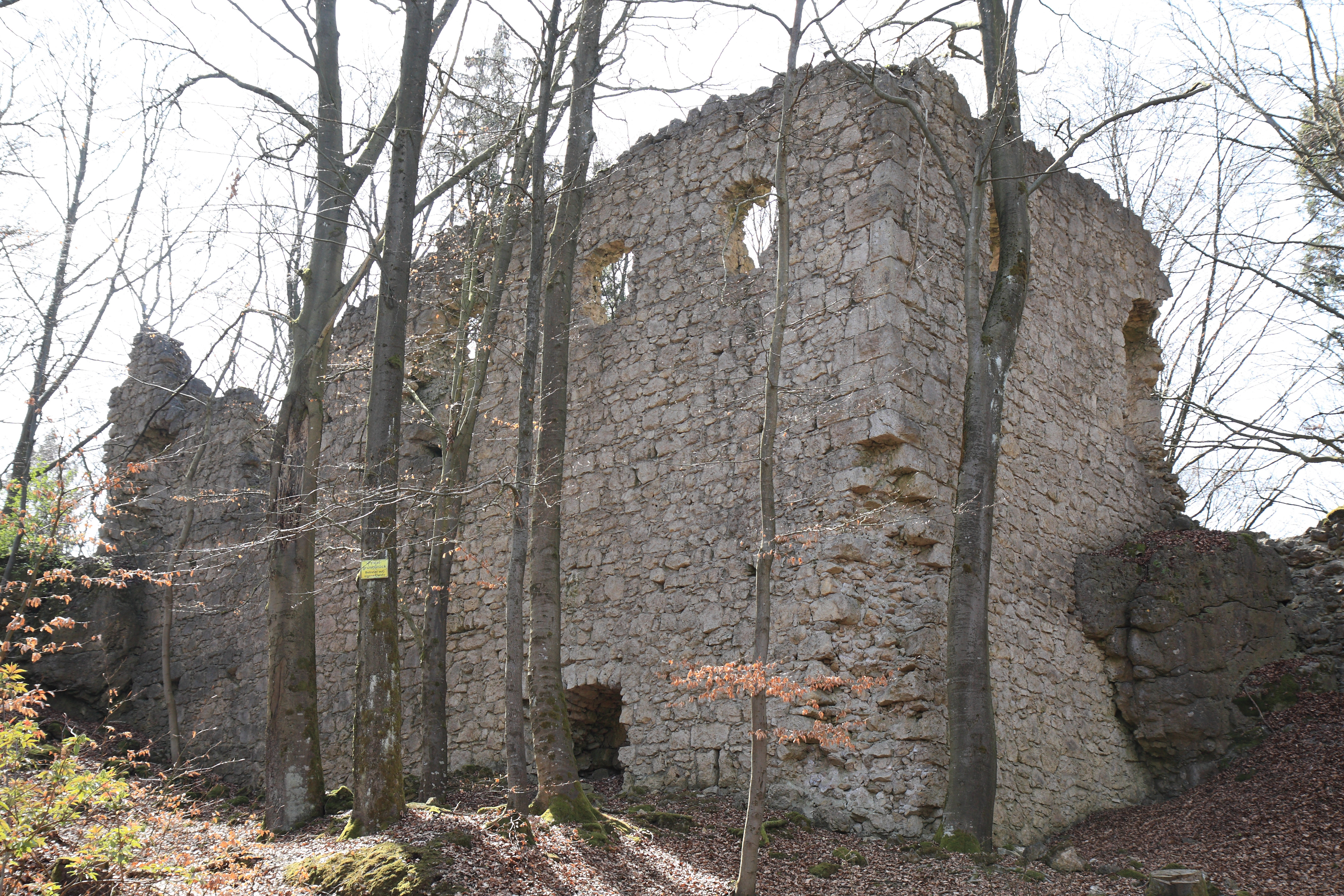
Ansicht der Südostecke des Hauptgebäudes der Burg

Die ehemalige Burg Poppberg stand auf dem höchsten Punkt des freistehenden kegelförmigen Poppberges, der nach allen Seiten etwa 60 Meter nur mäßig steil abfällt. Auf einem felsigen Plateau auf dem Gipfel wurde die Burg errichtet. Um die Burgruine sind die Hänge des Poppberges stark mit Felsen durchsetzt, so dass eine Annäherung trotz des nur mäßigen Anstiegs nur schwer möglich war.
Das Plateau hat eine Fläche von etwa 75 × 45 Metern und einen ungefähr rechteckigen Grundriss.
Die Burganlage bestand aus einer Hauptburg und einem vorburgartigen äußeren Burghof, die von einer gemeinsamen, der felsigen Stufe des Plateaurandes angepassten Ringmauer eingefasst waren. Der Burgweg kam aus westlicher Richtung, führte an der Südwestecke der Burganlage, auf der ein Mauerturm stand, vorbei, und mündete etwa in der Mitte der Südseite im ehemaligen Burgtor. Das Tor führte in den an der Ostseite der Anlage gelegenen äußeren Burghof, von dem nur die noch nicht gesicherten und deshalb vom Abgang bedrohten Reste der Ringmauer erhalten sind. Geländeunebenheiten könnten auf ehemalige Gebäude, die sich an die Ringmauer anlehnten, zurückgehen.

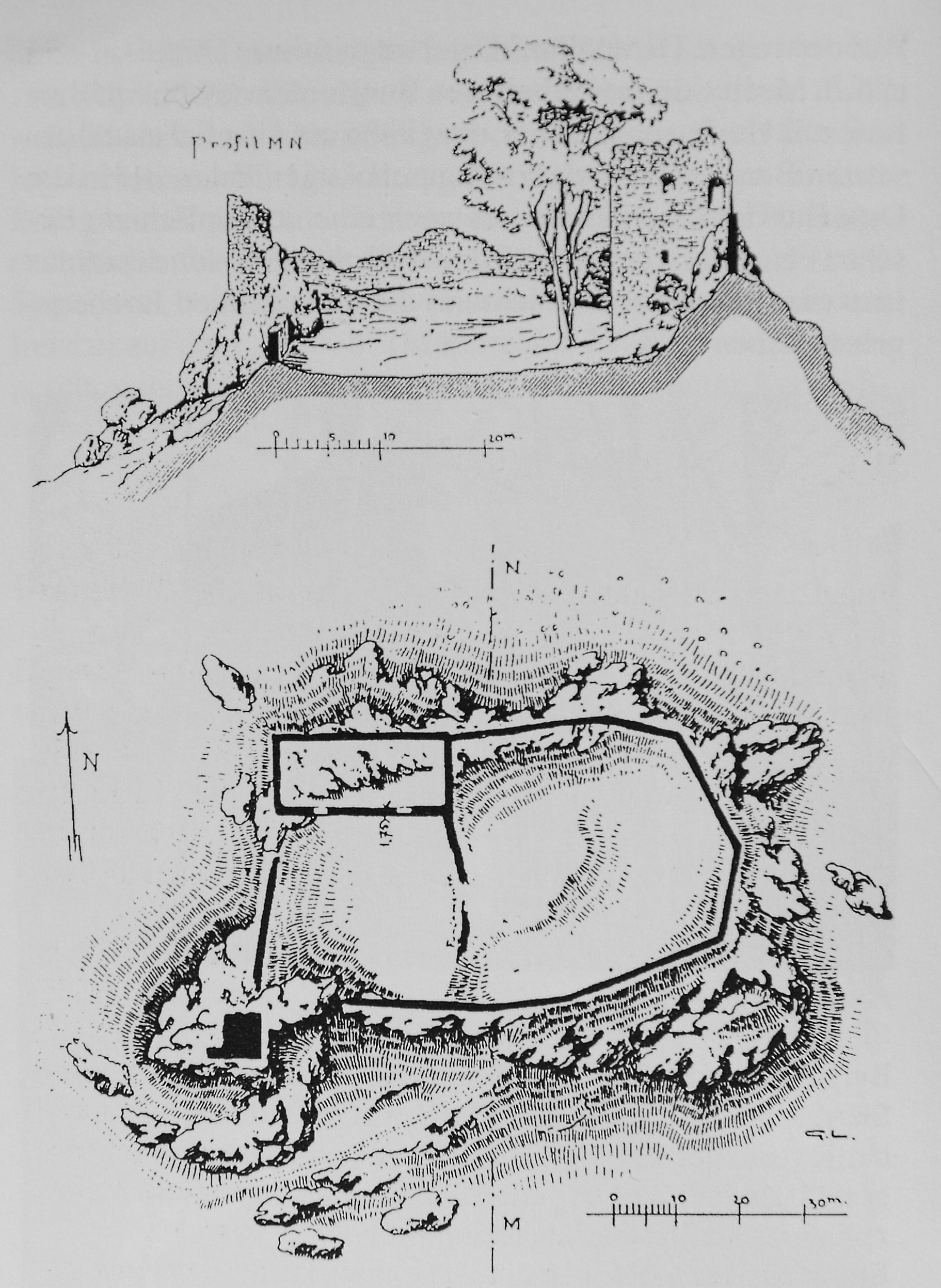
Übersichtsplan der Burgruine Poppberg aus dem Jahr 1910

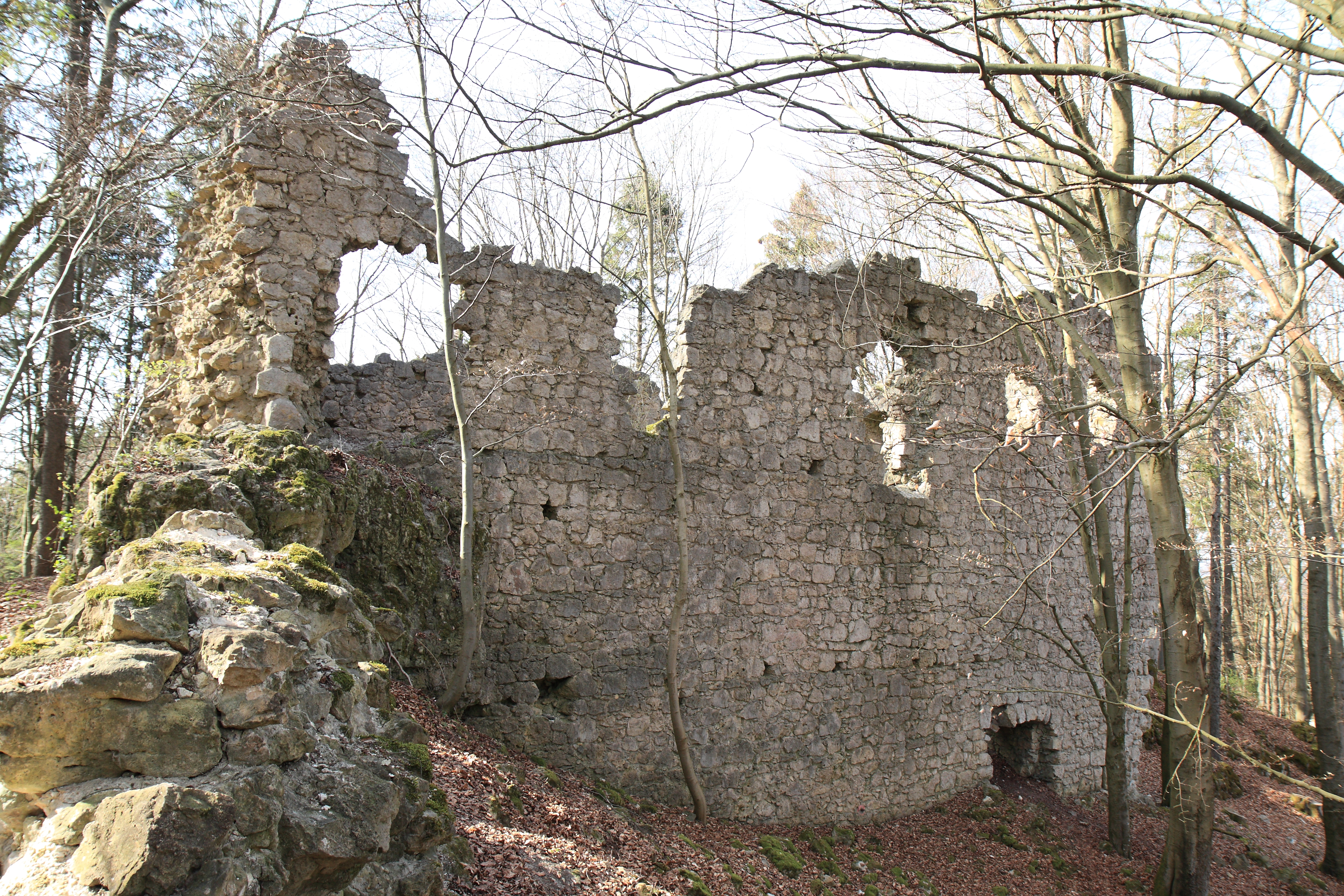
Ansicht der Südseite des Hauptgebäudes

Der Bereich der Hauptburg, der nur durch eine einfache Mauer abgetrennt war, schloss sich unmittelbar westlich an den äußeren Burghof an.
Im Nordteil der Kernburg stand der noch sehr gut erhaltene Palas. Das Hauptgebäude hatte einen rechteckigen Grundriss und war etwa 25 Meter lang und 12 Meter breit. Es bestand wie die restliche Burganlage aus grob bearbeitetem Bruchsteinmauerwerk. Nur an der Südostecke des Gebäudes wurden sorgfältiger bearbeitete Buckelquader verwendet. Bis zu einer Höhe von etwa drei Metern wurden sie herausgebrochen und vermutlich zum Bau von Gebäuden in der Umgebung verwendet. Ob auch an den restlichen Ecken Buckelquader verwendet wurden, ist nicht bekannt, da auf der West- und Nordseite die Außenmauern fehlen. Das Hauptgebäude hatte vermutlich eine turmartige Form.
Es sind noch drei Stockwerke erhalten, mindestens ein weiteres ist zu vermuten. Der Zugang ist zur Hälfte verschüttet und führte ehemals in ein Untergeschoss, dem ein unbelichtetes Zwischengeschoss folgte. Der eigentliche Wohnbereich befand sich in der dritten Etage des Palas und hatte drei Zugänge. Auf der südlichen Längsseite zum Burgbereich hin lag wohl der Haupteingang, der durch eine Stiege erreichbar war. An der Südwest- und an der Nordostecke führten zwei weitere Zugänge auf die Wehrgänge der an den Palas angebauten Ringmauer. In diesem Geschoss sind Fensteröffnungen vorhanden.
An der Südwestseite war auf einem spitzen Fels, dem höchsten Punkt der Burg, ein Turm errichtet worden. Dieser Wehrturm ist nicht als Bergfried anzusehen, seine geringen Abmessungen sprechen dagegen. Er war aber geschickt in die Burganlage eingefügt, von ihm aus konnte ein großer Teil des Burgweges und das Tor eingesehen und bestrichen werden. Auch der innere Bereich der Burg konnte von dort aus teilweise überblickt werden. Der Turm hatte einen quadratischen Grundriss und sprang an der Süd- und Westseite in voller Breite aus der Ringmauer hervor. Seine Süd- und Ostseite sind noch erhalten, an der Westseite fehlt fast das gesamte Außenmauerwerk, die Nordseite fehlt völlig. Seine Spitze in etwa vier Meter Höhe ist heute mit Backsteinen überbaut. Dort befand sich im Zweiten Weltkrieg eine „Flugwache“, die mit Flak-Soldaten besetzt war. Sie beobachteten zusammen mit weiteren „Flugwachen“ den Luftverkehr rund um Nürnberg und meldeten jedes Flugzeug an die dortige Zentrale. Die Beobachtung soll auch bereits während der „Reichsparteitage“ vor dem Krieg stattgefunden haben.